# Salentia costalis
Salentia costalis är en tvåvingeart som först beskrevs av Christian Rudolph Wilhelm Wiedemann 1824.  Salentia costalis ingår i släktet Salentia och familjen stilettflugor. Inga underarter finns listade i Catalogue of Life.